# Victoria Welby

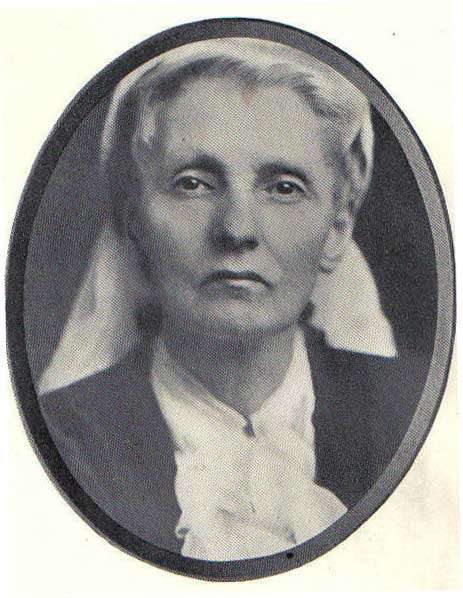
Victoria Welby. Fotografie von George Charles Beresford

Victoria Alexandrina Maria Louisa, Lady Welby-Gregory, geborene Stuart-Wortley (* 27. April 1837; † 29. März 1912 in Harrow), war eine britische Philosophin. Sie ist besonders für ihre Arbeiten zur Theorie der sprachlichen Bedeutung und für die Begründung der Signifik bekannt.

## Leben
Victoria Welby war die jüngste Tochter des britischen Politikers Hon. Charles Stuart-Wortley, aus dessen Ehe mit Lady Emmeline Stuart-Wortley, einer Tochter von John Manners, 5. Duke of Rutland, geboren. Ihr Vater war ein Sohn des James Stuart-Wortley, 1. Baron Wharncliffe. Sie wurde von Privatlehrern erzogen. Nach dem Tod ihres Vaters 1844 begleitete sie von 1848 bis 1855 ihre Mutter auf ausgedehnten Reisen durch die Vereinigten Staaten, Kanada, Mexiko, Spanien, Marokko, dem Osmanischen Reich und vielen anderen Ländern. Bereits 1852 veröffentlichte sie ihr Reisetagebuch. Nach dem Tod ihrer Mutter 1855 lebte sie zunächst bei Verwandten, ehe ihre Patin, die Duchess of Kent, sie in ihrem Haushalt aufnahm. 1861 wurde sie Hofdame von Königin Victoria, der Tochter ihrer Patin. Die nächsten beiden Jahre lebte sie am Königshof, ehe sie am 4. Juli 1863 den Politiker William Earle Welby (1829–1898) heiratete. Nach ihrer Heirat verließ sie den Königshof und zog nach Denton Manor bei Grantham. Ihr Mann erbte beim Tod seines Vaters 1875 den Titel 4. Baronet, of Denton Manor, und änderte den Familiennamen in Welby-Gregory, damit erhielt Welby den Höflichkeitstitel Lady Welby-Gregory.
Mit ihrem Mann hatte sie mehrere Kinder:
- Victor Albert William Welby (1864–1876)
- Sir Charles Glynne Earle Welby, 5. Baronet (1865–1938) ⚭ Lady Maria Louisa Helen Hervey
- Emmeline Mary Elizabeth (Nina) Welby (1867–1955) ⚭ Henry Cockayne-Cust

Ende Januar 1912 erkrankte sie an Influenza, worauf sie unter einer teilweisen Aphasie und einer Lähmung ihrer rechten Hand litt. Wenig später starb sie in Duneaves, Mount Park in Harrow bei London.

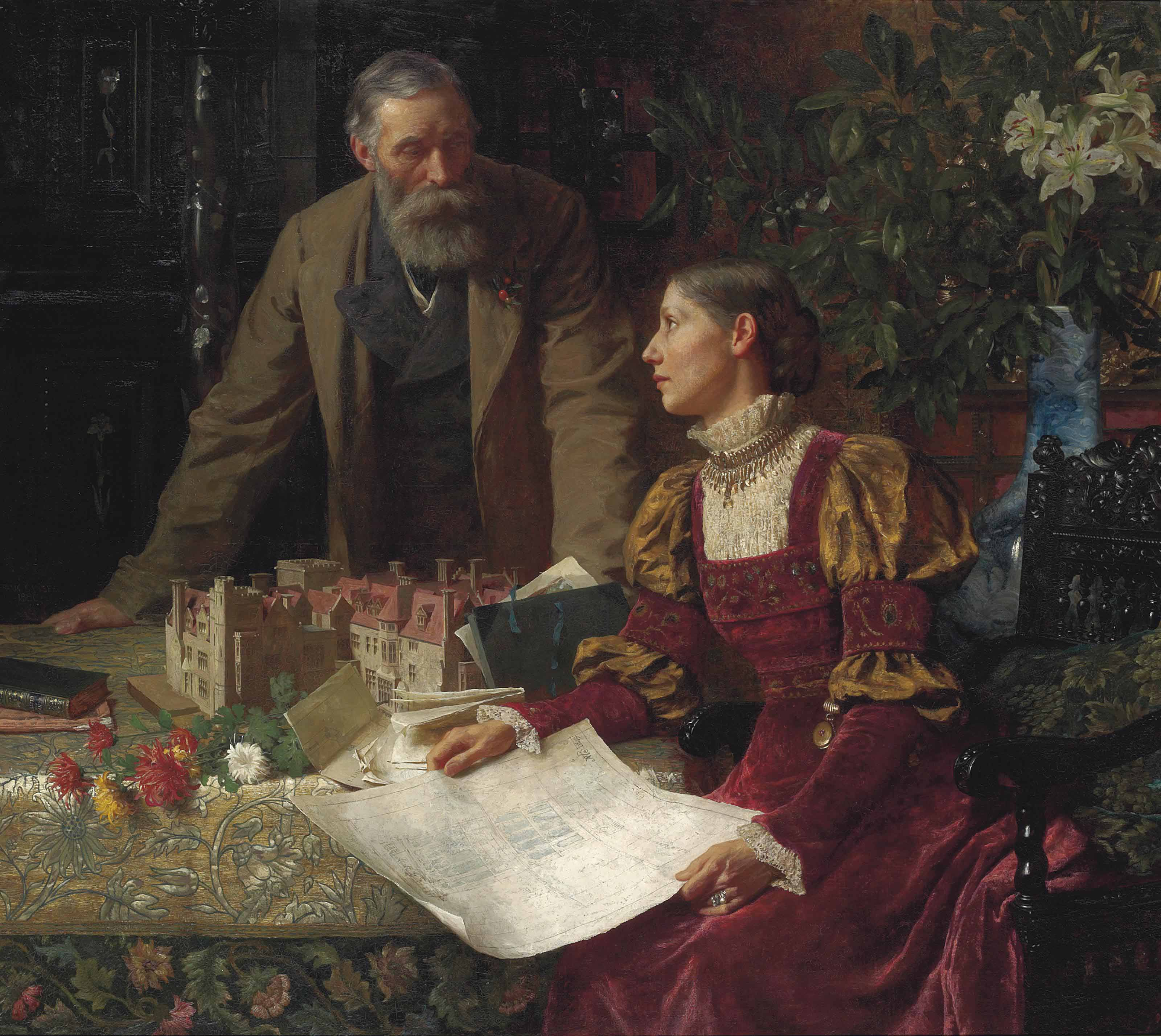
The House Builders (Portraits of Sir W.E. & The Hon. Lady Welby-Gregory). Gemälde (1880) von Frank Bernard Dicksee

## Werk
Nach ihrer Heirat widmete sich Welby mit voller Unterstützung ihres Mannes ihren Studien. Im Selbststudium brachte sich Welby die Grundlagen ihrer allgemeinen Bildung und Fachkenntnisse in Theologie und Philosophie bei und gewann schließlich Zugang zu den bedeutendsten philosophischen Zeitschriften Englands. Dort begann sie sprachphilosophische Arbeiten zu publizieren, die in ihr erstes sprachphilosophisches Buch, What Is Meaning? (1903), mündeten und die die Grundlage für weitere Untersuchungen zu den verschiedenen Gebrauchsweisen sprachlicher Ausdrücke und zum Thema der Sprecherintentionen in der sprachlichen Kommunikation legten. Ihre leitende Fragestellung und theoretische Ausarbeitungen fasste sie zu einem als sprachphilosophische Grundlagendisziplin verstandenes Theorieprojekt mit dem Namen „Signifik“ zusammen. Damit ist sie neben Peirce eine der Gründergestalten des sprachphilosophischen Pragmatismus.
Die Rezension von What Is Meaning? durch Charles S. Peirce führte zu einem ausführlichen, vor allem Probleme der Peirceschen Semiotik behandelnden Briefwechsel. Die beiden Denker teilen nicht nur das Interesse an im weitesten Sinn sprachphilosophischen Themen, beide nahmen aus je verschiedenen Gründen eine marginale Position im philosophischen Diskurs der Zeit ein. Durch Welby wurde Peirces Werk auch in England bekannt und vermittelte etwa auch Charles K. Ogden die Bekanntschaft mit den Werken des US-amerikanischen Philosophen, die für Ogdens Buch The Meaning of Meaning ebenso von Bedeutung wurden wie die Schriften Welbys. Direkt auf Welbys Ansatz bezog sich auch die 1917 gegründete „Nederlandsche Signifische Beweging“ („Dutch Significs Group“) von Frederik van Eeden, zu der u. a. auch Gerrit Mannoury und L. E. J. Brouwer gehörten.

## Schriften
- What Is Meaning? Studies in the Development of Significance. London 1903. (Reprint with an introductory essay by Gerrit Mannoury and a preface by Achim Eschbach. John Benjamins, Amsterdam [u. a.] 1983. [= Foundations of semiotics; 2.])
- Significs and Language. The Articulate Form of Our Expressive and Interpretative Resources. London 1911. (Reprint edited by H. Walter Schmitz, John Benjamins, Amsterdam [u. a.] 1985. [= Foundations of semiotics; 5.])
- Semiotic and Significs. The Correspondence between Charles S. Peirce and Victoria Lady Welby. Edited by Charles S. Hardwick und James Cook. Indiana Univ. Press, Bloomington (u. a.) 1977.